# Aschen (Kempten)
Aschen ist eine Einöde und ein Ortsteil der kreisfreien Stadt Kempten (Allgäu). Die Einöde gehörte bis 1972 zur Gemeinde Sankt Mang, die in diesem Jahr Kempten wiederangefügt wurde.

## Geschichte
Erstmalige Erwähnung fand Aschen im Jahr 1350. Im darauffolgenden Jahrhundert kam es mehrfach zu weiteren Erwähnungen. 1490 befand sich die kleine Wasserburg im Besitz der Herren von Rotenstein. Im Jahr 1508 verkaufte eine Barbara von Rotenstein ihrem Schwager, dem Rotenfelser Vogt Hans von Friedlingen, den Hof zu Aschen. Im Jahr 1526 wurde der Memminger Vertrag durch einen Michel Herrman vom Aschen unterschrieben. 1580 wurde der Gutshof Aschen an das Fürststift Kempten verkauft. 1819 gab es in Aschen zwei Anwesen mit 16 Bewohnern, die zur Hauptmannschaft Lenzfried gehörten. 1848 ist ein Hof abgebrannt. 1900 gab es zwei Anwesen mit 18 Bewohnern. Am 1. August 1954 hatte Aschen 8 Bewohner.

## Burg Aschen
Die kleine Wasserburg Aschen wurde 1490 erstmals schriftlich erwähnt. Ein genaues Erbauungsjahr ist unbekannt. Die kleine Anlage war durch einen künstlichen Wassergraben geschützt. Der Burgenforscher Otto Merkt fand Mauer- und Grabenreste. Die Burg ist auf einer Stadtansicht von 1559 als kleine Burg mit je einem kleineren und einem etwas größeren Turm in den Mauerecken zu erkennen. Wann die Burg verfiel ist unklar. 1791 wurde die Burg als zerstörtes Schloss des Fürststiftes Kempten erwähnt. Ostwärts davon war in einer heutigen Mulde der stiftische Aschenweiher, der wohl der Karpfenzucht gedient hat.